# Катастрофа Ми-4 под Арзамасом (1956)
Катастрофа Ми-4 под Арзамасом — авиационная катастрофа вертолёта Ми-4, произошедшая в субботу 22 сентября 1956 года в Курмышевском районе Арзамасской области, при этом погибли 4 человека.

## Экипаж
Экипаж вертолёта состоял из четырёх человек:
- Командир воздушного судна — Семёнов Николай Петрович (родился 8 августа 1914 года)
- Второй пилот — Кузьмин Георгий Иванович (родился 7 января 1926 года)
- Сафонов Евгений Дмитриевич (родился 7 мая 1929 года)
- Губайдуллин Мухаматулла Губайдуллович (родился 2 сентября 1926 года)

## Катастрофа
Два экипажа Хатангского авиаотряда полярной авиации, командирами которых были Семёнов Н. П. и Бардыкин Б. А., выполняли испытательную перегонку двух вертолётов Ми-4, полученных на Казанском заводе № 387, в Хатангу. Перелёт выполнялся по маршруту Казань — Горький — Москва — Архангельск — Дудинка — Хатанга и приравнивался к заводским испытаниям, поэтому пилоты Полярной авиации часто практиковали такую возможность подработать, особенно после отпуска. Экипаж Семёнова летел на вертолёте с бортовым номером СССР-Н42 (заводской — 534). Ниже и позади на расстоянии 1—1,5 километра летел экипаж Бардыкина на СССР-Н95. Затем неожиданно на глазах экипажа борта Н95 впереди идущий борт Н42 разрушился в воздухе и упал на землю близ деревни Плетниха Курмышевского района Арзамасской области. Весь экипаж погиб.

## Причины
Причиной катастрофы были названы конструктивные недостатки вертолёта. Лопасти несущего винта при полёте создали колебания, которые повредили, а затем разрушили хвостовую балку.
Весь экипаж был похоронен в Горьком в братской могиле на Пушкинском кладбище.